# Burg Ueno
Die Burg Ueno  (japanisch 上野城, Ueno-jō), auch „Weißer-Phönix-Burg“ (白鳳城, Hakuhō-jō) genannt, befindet sich in der Stadt Ueno in der Präfektur Mie, Japan.

## Geschichte
Die von Tsutsui Sadatsugu 1585 erbaute Burg am Nordrand der Ueno-Höhen ermöglichte, die Verkehrswege in der Iga-Ebene zu kontrollieren. Als dann Tōdō Takatora 1606 unter anderem die Provinzen Iga und Ise als Lehen mit einem Einkommen von 220.000 Koku erhielt, baute er ab 1611 die Burg groß aus, um die Toyotomi, die in der Burg Ōsaka residierten, zu beeindrucken. Tokugawa Ieyasu soll gesagt haben: „Falls die Belagerung der Burg Ōsaka nicht gut ausgeht, werde ich mich nach Ueno zurückziehen und Sohn Hidetada soll sich auf die Burg Hikone zurückziehen.“
Letztlich machte Takatora das günstiger gelegene Tsu (Burg Tsu) zu seinem Hauptsitz, die Burg wurde mit Verwaltern besetzt. Der Besuch der Fürsten in Iga wurde Okoshikuni (御越国) genannt.

## Die Burganlage
Takatora verlegte den Haupteingang von Nordosten an die Südseite, erweiterte die Hauptburg (hommaru) nach Westen, ließ tiefe Gräben ausheben und baute Steinmauern von fast 30 m Höhe, was der Nordwestecke der Burg Ōsaka entsprach. Der geplante hohe Burgturm fiel 1612 beim Bau einem Sturm zum Opfer, sodass die geplante komplexe Anlage mit Nebentürmen nicht realisiert wurde.
Die Hauptburg und die Residenz wurden vom inneren Graben umschlossen, die Vorburg (Ni-no-maru, auch Iga-no-maru genannt) und andere Flächen wurden vom äußeren Graben umgeben. In einer weiteren Vorburg (Nishi-no-maru) erhielten die oberen Lehnsleute ihre Anwesen. Um gegen Angriffe aus Osaka widerstehen zu können, wurde besonderes Gewicht auf die Westseite gelegt. Auch an der Ostseite wurde viel getan, die Nordseite wurde allerdings nicht weiter ausgebaut.
Die Burganlage ist als Nationales Geschichtliches Erbe ausgewiesen, auch ist ein Speichergebäude „Teategura“ erhalten geblieben. 1935 finanzierte der Unterhausabgeordnete Kawasaki Katsu den Wiederaufbau des Burgturmes originalgetreu aus Holz. Der Burgbereich ist heute ein Park.

## Bilder

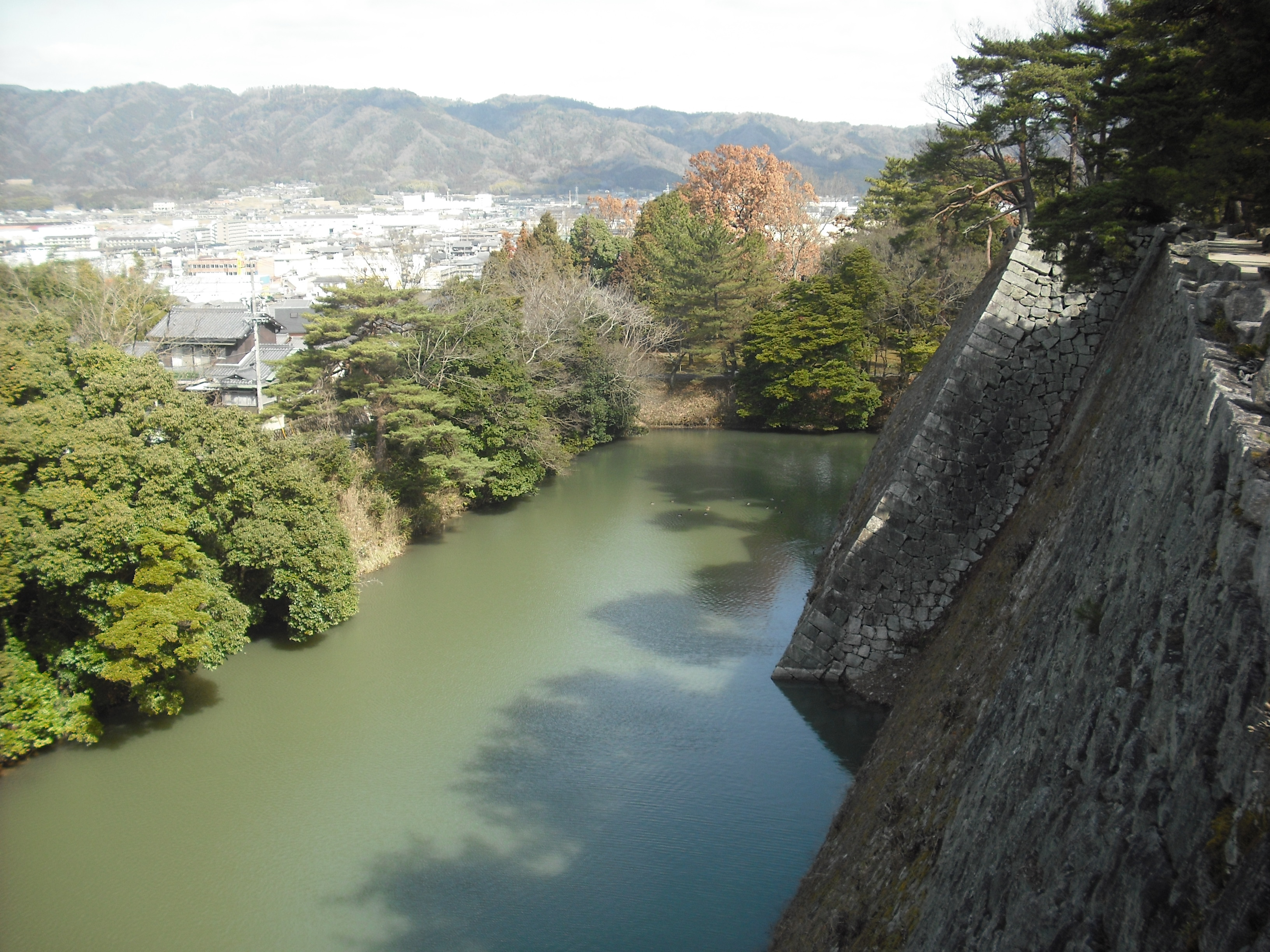
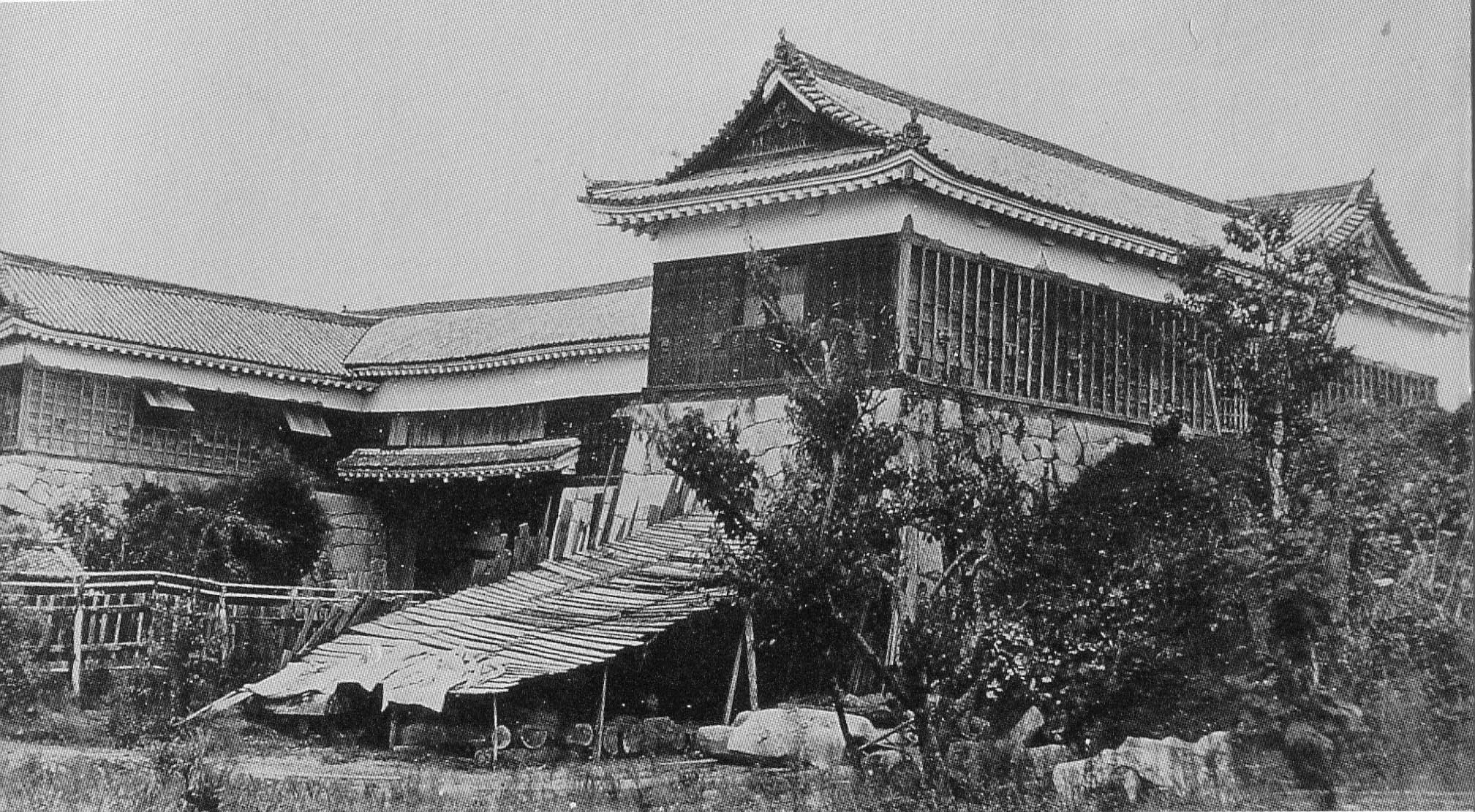
Nishi Otemon
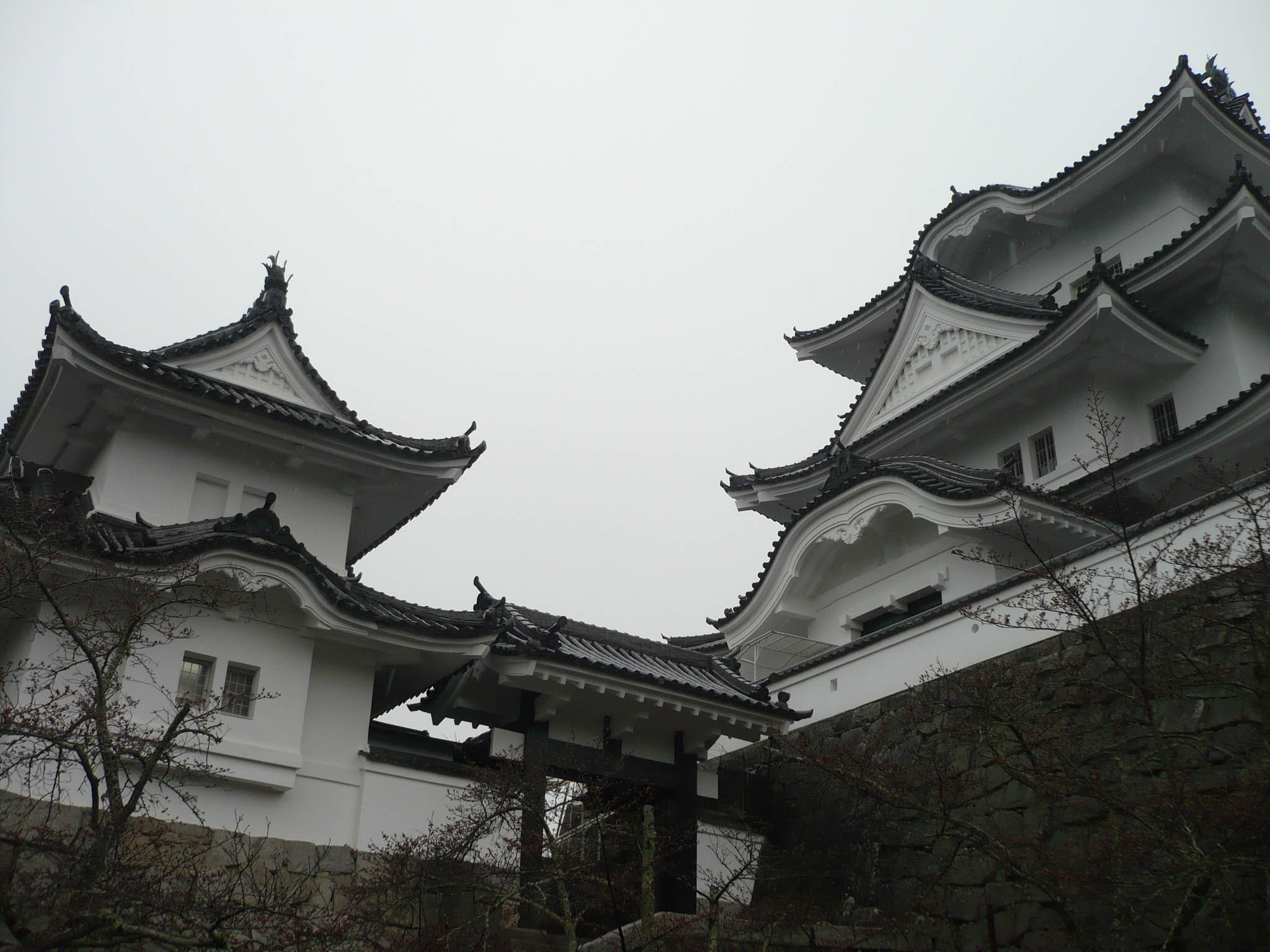
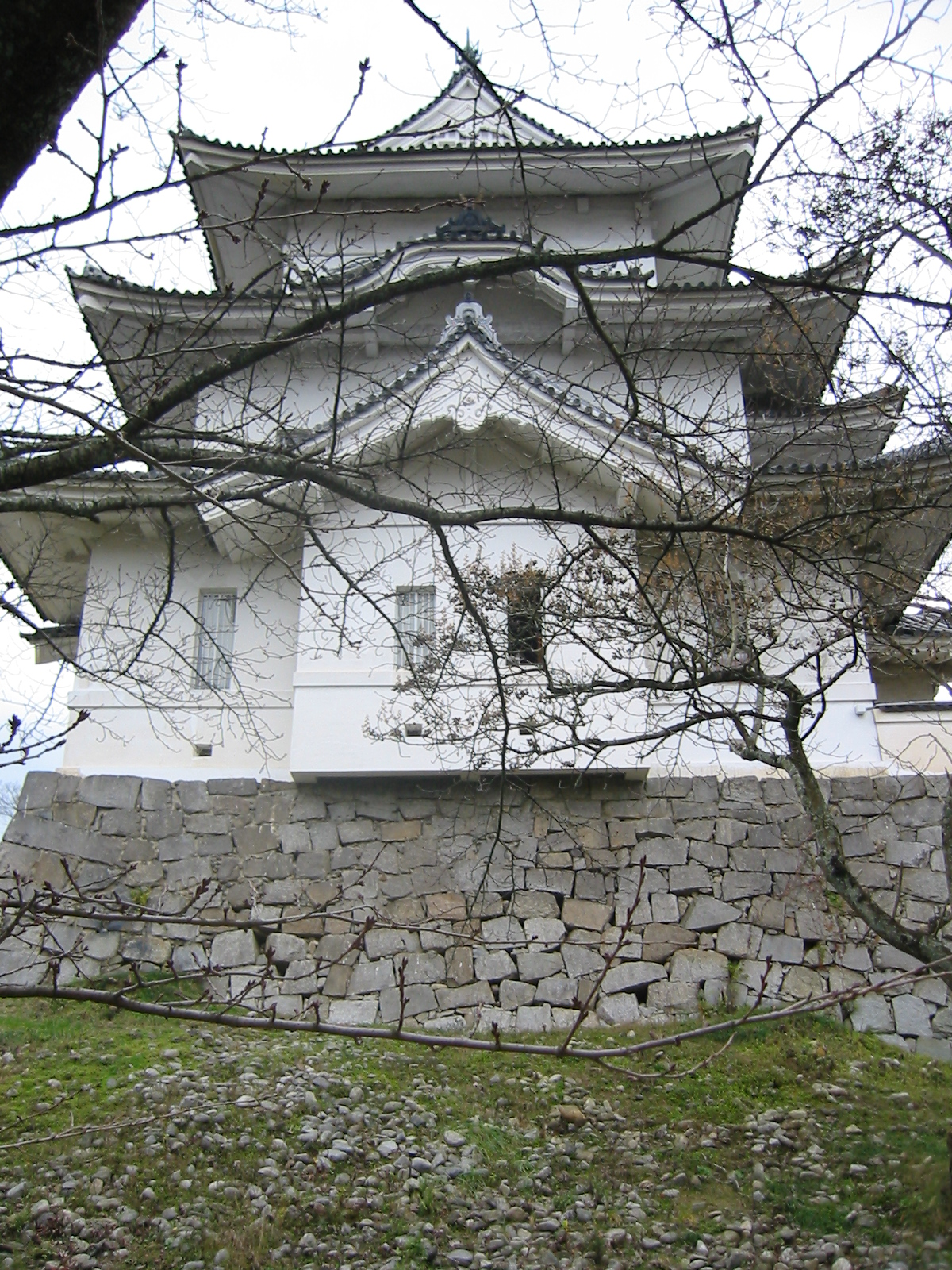
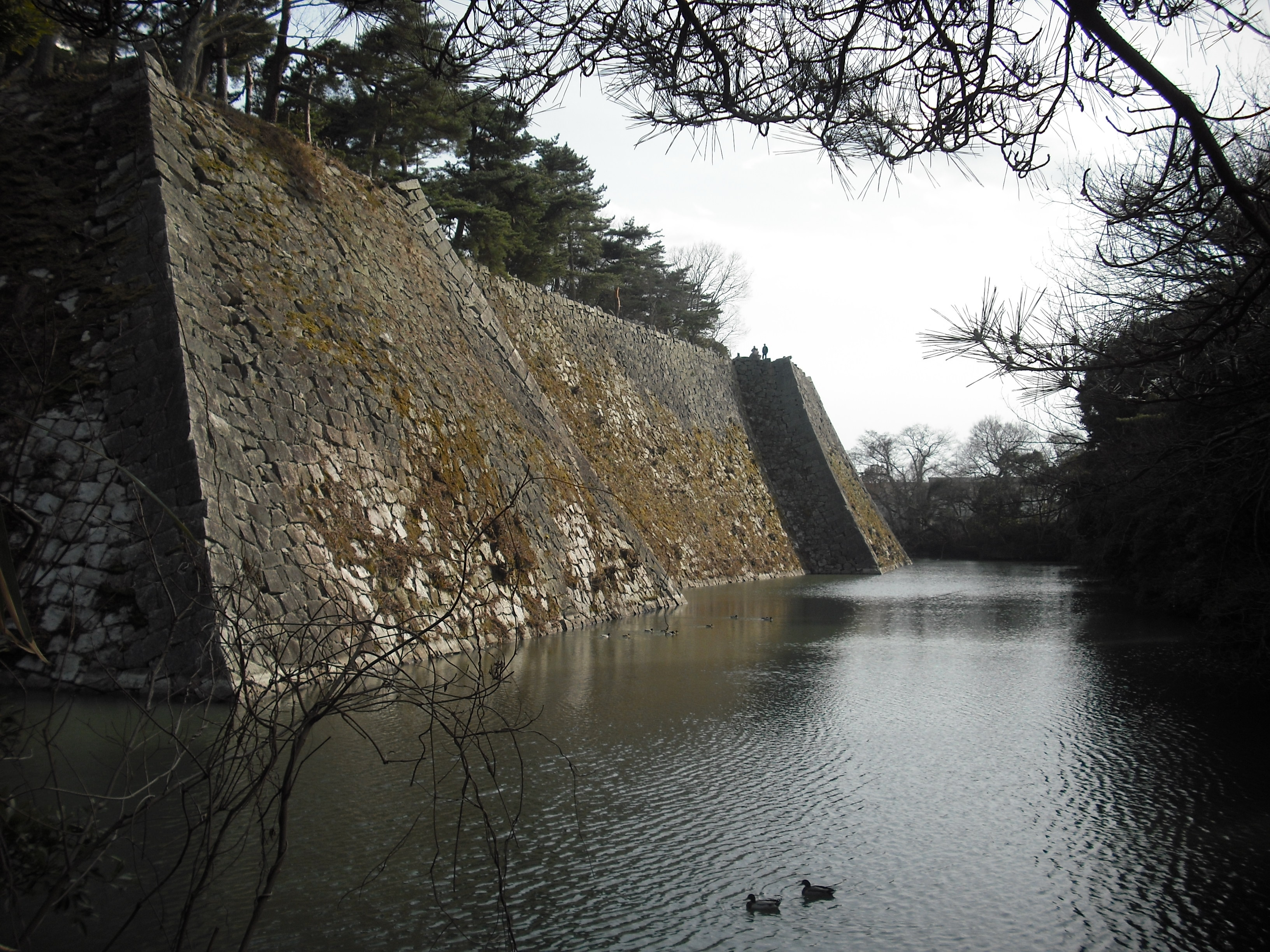
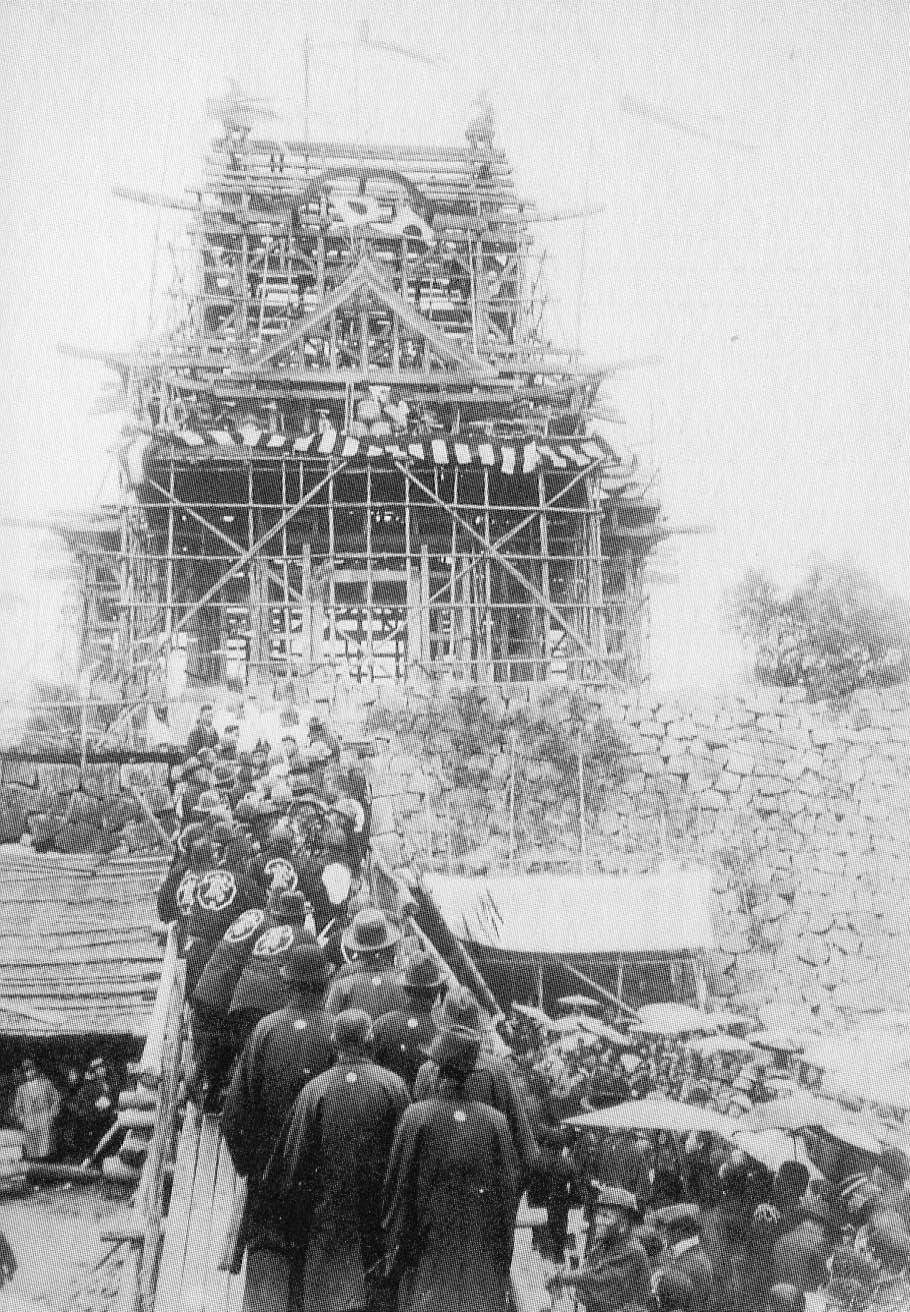
Richtfest des Neubaus